# Кошта, Эсперанса да
Эсперанса Мария Эдуарду Франсишку да Кошта (порт. Esperança Maria Eduardo Francisco da Costa; род. 3 мая 1961, Луанда) — ангольская учёная, биолог, ботаник и политическая деятельница, активистка МПЛА, с 2022 — вице-президент Анголы при президенте Жуане Лоренсу.

## Научная работа
Родилась в малоимущей семье из луандского района, известного как территория проживания коренного чернокожего населения. С детства интересовалась ботаникой, помогала матери в саду. Школьное образование получила при португальских колониальных властях. В 1977 году, уже в независимой НР Ангола, поступила в женский лицей, затем окончила университетские подготовительные курсы биологии.
В 1979—1985 годах училась на биологическом факультете Университета Агостиньо Нето (UAN). В 1983—1984 годах стажировалась в лиссабонском НИИ тропических исследований. Вернувшись в Луанду, возглавляла кафедру ботаники на биологическом факультете UAN. Участвовала в межафриканских научных контактах, представляла Анголу на конференции по лесному хозяйству в Хараре в 1985 году. Опубликовала несколько научных работ. В 1986—1990 годах была директором Гербария Луанды.
Имеет звание профессора, в 2002—2007 годах — проректор UAN. За исследования по фитоэкологии получила докторскую степень в Техническом университете Лиссабона (присоединён к Лиссабонскому университету). С 2007 по 2010 год возглавляла подразделение в министерстве высшего образования, организовывала строительство новых университетских кампусов и учреждение вузов. В 2010—2020 годах — директор Ботанического центра UAN.

## Политическая деятельность
С юности Эсперанса да Кошта состояла в правящей МПЛА, занимала должности в аппарате молодёжной и женской организаций. Активно поддержала заявленный курс реформ президента Жуана Лоренсу. В 2019 году кооптирована в ЦК МПЛА. В 2020 году назначена правительственным госсекретарём по рыболовству.
Вице-президентом Анголы при Жуане Лоренсу стал в 2017 году Борниту ди Соуза. Он представлял консервативное крыло руководства МПЛА — сторонников экс-президента Жозе Эдуарду душ Сантуша и фактически критиковал реформистские планы нового главы государства. На съезде МПЛА в 2022 году вторым номером партийного списка была утверждена Эсперанса да Кошта, малоизвестная как политик. Это означало баллотировку в вице-президенты. При этом были отклонены кандидатуры Борниту ди Соузы, вице-председателя МПЛА Луизы Дамиан, председателя Национальной ассамблеи Фернанду да Пьедаде Диаш душ Сантуша. Не были выдвинуты предполагаемые кандидаты Каролина Серкейра (госминистр по социальной сфере) и Вэра Давеш (министр финансов).
Предпочтение, отданное Эсперансе да Кошта, комментаторы объяснили её «пребыванием в круге интересов» президента Лоренсу и доверием с его стороны. Высказывалось также мнение, что в сложных обстоятельствах глава государства заинтересован иметь на второй позиции не самого сильного и опытного политика (Эсперанса да Кошта не располагает аппаратной группой поддержки, в отличие от Борниту ди Соузы).
В своём предвыборном выступлении Эсперанса да Кошта выразила полную поддержку президентскому курсу и заявила, что «женщины Анголы готовы к вызовам». На выборах 2022 МПЛА, хотя и понесла серьёзные потери, сохранила большинство. Таким образом, Эсперанса да Кошта стала первой в истории Анголы женщиной на посту вице-президента.

## Частная жизнь
Эсперанса да Кошта замужем за активистом МПЛА Тони Кошта, имеет сына и дочь (названы русскими именами, в данном случае советского происхождения — Юрий и Нели). Увлекается музыкой, кулинарией, пешей ходьбой.